# Jan van Boom

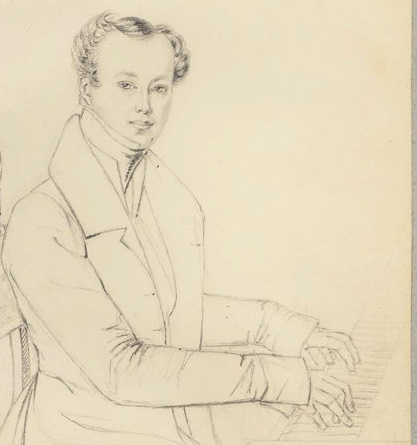
Johan van Boom. Zeichnung von Maria Röhl (1833).

Jan van Boom oder Johan van Boom (* 15. September 1807 in Utrecht; † 19. März 1872 in Stockholm) war ein niederländischer Komponist, Pianist und Musikpädagoge.
Der Sohn des gleichnamigen am Hof von Louis Bonaparte in Holland wirkenden Flötisten und Komponisten Jan van Boom (* 1773 in Rotterdam) war Schüler von Johann Nepomuk Hummel und Ignaz Moscheles. Er begann seine Laufbahn als Pianist. Nach einer Konzertreise 1825 ließ er sich als Klavierlehrer in Stockholm nieder. 1849 wurde er Professor für Klavier am Konservatorium. Auf einer Europareise 1862 studierte er das System der Musikausbildung in verschiedenen Staaten. 1865 zog er sich von der Lehrtätigkeit zurück.
Van Boom veröffentlichte eine Klavierschule. Er komponierte sinfonische Werke, Kammermusik und Klavierwerke sowie die Oper Näcken (1844). Sein Bruder Herman van Boom wurde als Flötist bekannt.